# Laamanninpuisto
Le parc de Laamann (finnois : Laamanninpuisto) est un parc du quartier Keskusta de Vaasa en Finlande.

## Présentation
Le parc Laamanninpuisto dispose d'une aire de jeux pour les enfants ainsi que d'un terrain de football sablonneux et d'un mur de balles.
Le tracteur en bois est un jeu populaire. 
La zone a une pelouse coupée, des arbustes et des arbres, comme le sorbier.